# 1084 Tamariwa
1084 Tamariwa este un asteroid din centura principală, descoperit pe 12 februarie 1926, de Serghei Beliavski.